# Metaphalangium leiobuniformis
Metaphalangium leiobuniformis is een hooiwagen uit de familie echte hooiwagens (Phalangiidae).